# 萊特山
74°16′S 61°59′W / 74.267°S 61.983°W
萊特山是南極洲的山峰，位於帕爾默地的巴克斯冰川南岸，處於納什山東南面11公里，屬於赫頓山脈的一部分，由美國探險隊繪入地圖。